# 曲波灰蝶
曲波灰蝶（學名：Catopyrops ancyra），又名曲波紋小灰蝶。是一種屬於灰蝶科的蝴蝶，由卡耶坦·費爾德男爵（Cajetan Felder）於1860年描述。 本種分布於東洋界與澳紐界。

## 描述
本種為小型灰蝶，具明顯雌雄二型性。
雄蝶全身背面黑褐，腹側白色，頭部褐色有白斑，複眼具白色輪緣並被毛，觸角黑褐帶白環。下唇鬚前伸，被毛，第三節為白色棒狀末端呈黑褐色。前足跗節癒合、末端下彎尖銳；足為白色，具褐色條紋。前翅長11-13 mm，呈三角形，外緣微突出；後翅圓形，CuA2脈末端具絲狀尾突。翅背面紫色，後翅CuA1與CuA2室端具黑斑。
雌蝶外觀與雄蝶相似，但前足跗節不癒合，翅背面僅內側具藍色斑紋。
兩性翅腹面底色灰褐，前後翅中央及亞基部具兩側鑲白邊的深色帶紋，中室末端亦有短條紋。亞外緣有由兩列白色弦月紋組成的條帶，CuA1室具黑斑與橙黃色弦月紋形成的眼狀斑，臀區亦具黑斑及橙色紋。緣毛為白色混褐色。

## 分佈
廣泛分布於澳洲區、巽他陸塊及菲律賓，臺灣則見於臺東蘭嶼與綠島。

## 棲地
窄翅波灰蝶棲息於海岸林，一年可有多世代，飛行活潑且會訪花。
其幼蟲以饅頭果屬、決明屬及野麻屬植物為食。在蘭嶼幼蟲以蕁麻科的落尾麻為食，取食其雌花的花苞、花及幼果。

## 亞種
- Catopyrops ancyra ancyra（安汶島）
- Catopyrops ancyra mysia (Waterhouse & Lyell, 1914)（西伊里安至巴布亞、托雷斯海峽群島）
- Catopyrops ancyra subfestivus (Röber, 1886)（蘇拉威西、塔勞群島、桑義赫群島、圖康貝西群島、邦蓋群島、蘇拉群島）
- Catopyrops ancyra tuala Toxopeus, 1930（卡伊群島）
- Catopyrops ancyra complicata (Butler, 1882)（溫博伊島、新不列顛、約克公爵島、新愛爾蘭、新漢諾威、維圖群島、阿得米拉提群島）
- Catopyrops ancyra procella Tite, 1963（埃米勞島）
- Catopyrops ancyra distincta Tite, 1963（尼桑島）
- Catopyrops ancyra amaura (H. H. Druce, 1891)（所羅門群島：阿盧、羅維阿納、馬萊塔島）
- Catopyrops ancyra maniana (H. H. Druce, 1891)（所羅門群島：烏拉瓦島）
- Catopyrops ancyra ligamenta (H. H. Druce, 1891)（所羅門群島：烏吉島）
- Catopyrops ancyra aberrans (Elwes, [1893])（阿薩姆、緬甸至馬來半島，可能包含蘇門答臘）
- Catopyrops ancyra almora (H. Druce, 1873)（婆羅洲）
- Catopyrops ancyra hyperpseustis (Toxopeus, 1929)（韋島）
- Catopyrops ancyra exponens (Fruhstorfer, 1916)（科科斯群島）
- Catopyrops ancyra nicevillei Toxopeus, 1930（蘇門答臘東北部）
- Catopyrops ancyra austrojavana Toxopeus, 1930（爪哇東部）